# Lesse (Fluss)
Die Lesse ist ein etwa 94 Kilometer langer, rechter Nebenfluss der Maas im wallonischen Teil Belgiens.

## Geografie
Der Fluss entspringt in den südöstlichen Ardennen nahe Ochamps an der Gemarkungsgrenze zu Libramont. Der oberste linke Nebenfluss Our (großenteils Gemeindegebiet von Paliseul) darf nicht mit dem gleichnamigen deutsch-belgisch-luxemburgischen Grenzfluss verwechselt werden und mündet gegenüber dem Dorf Lesse (Gemeinde Libin). Zwischen Belvaux und Han-sur-Lesse fließt die Lesse durch das Höhlensystem der Grotte de Han unterirdisch durch den Karst. Etwa 2 km nach ihrem Wiederaustritt nimmt sie ihren größten Nebenfluss auf, die Lomme. Diese übertrifft am Mündungspunkt die Lesse an Abflussmenge und Länge. Von Wanlin, wo der Biran einmündet, bis zu ihrer Vereinigung mit der Maas hat die Lesse Mäander ausgebildet, die sich bei Houyet tief in das Gebirge eingeschnitten haben. Die Mündung liegt in Anseremme, einem südlichen Ortsteil der Stadt Dinant.

## Sehenswürdigkeiten und Freizeit
Das Tal der Lesse und dieser Teil der Ardennen sind waldreich. Die Umgebung der Höhlen bildet den Nationalpark Lesse et Lomme. Auf den Höhen am Unterlauf stehen mehrere Schlösser.
Die Trasse der ehemaligen Eisenbahnlinie von Houyet nach Rochefort wird als Rad- und Wanderweg des RAVeL-Netzes genutzt. Mehrere Kanuverleihe organisieren Kanu-Touren auf dem Unterlauf.

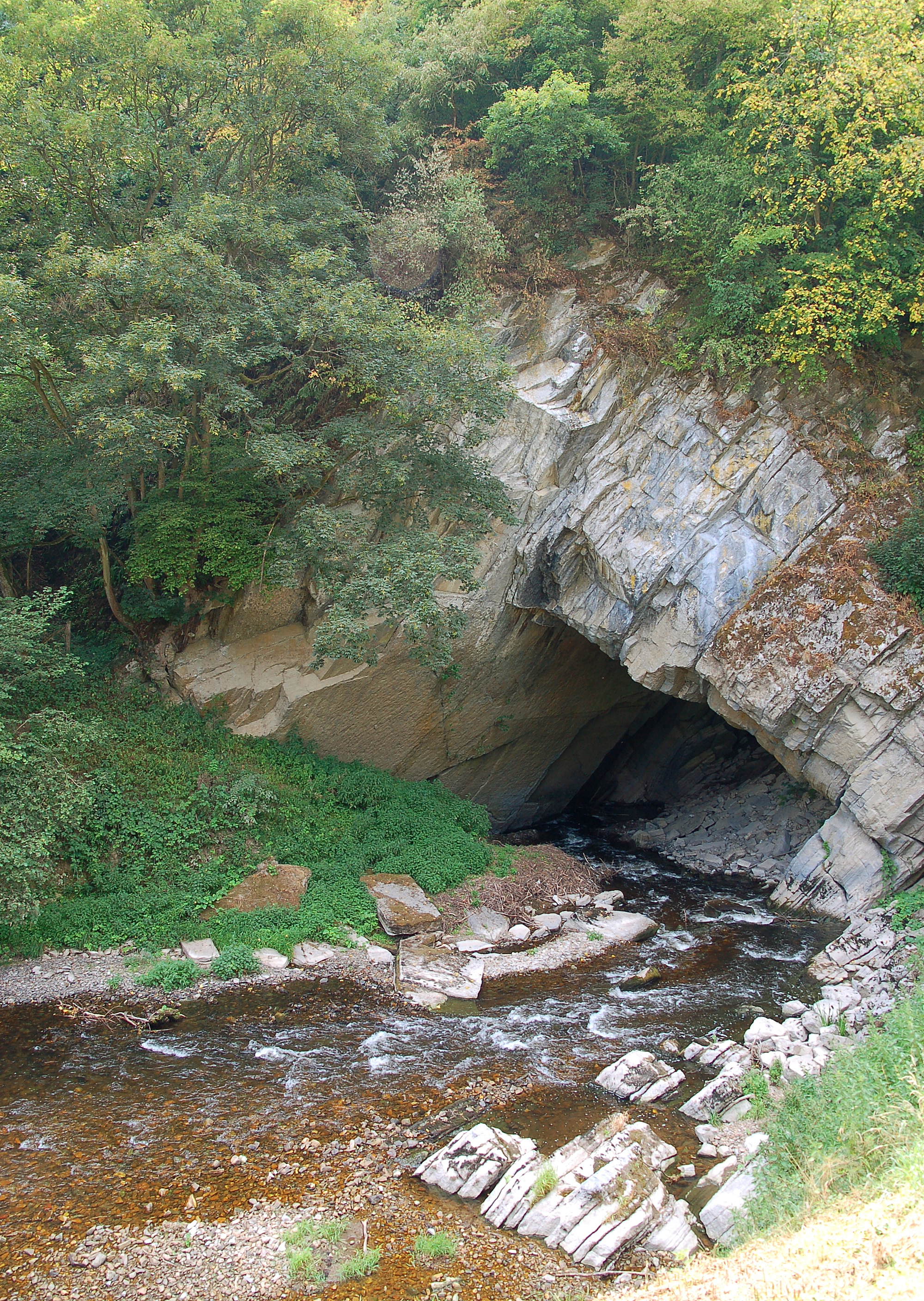
Durch den Gouffre (= Abgrund) verschwindet der Fluss im Berg.